# Cydrela pristina
Cydrela pristina is een spinnensoort in de taxonomische indeling van de mierenjagers (Zodariidae).
Het dier behoort tot het geslacht Cydrela. De wetenschappelijke naam van de soort werd voor het eerst geldig gepubliceerd in 2006 door Pakawin Dankittipakul & Rudy Jocqué.